# 1,3,6,8-Tétranitrocarbazole
Le 1,3,6,8-tétranitrocarbazole est un composé aromatique hétérocyclique nitré utilisé comme insecticide dans les vignes vers 1940. Il agit en tant que poison de l'estomac et est inoffensif pour les abeilles.

## Production et synthèse
Le 1,3,6,8-tétranitrocarbazole est produit par nitration du carbazole avec un mélange d'acide sulfurique et d'acide nitrique.